# Carrières de pierres dans l'Égypte antique

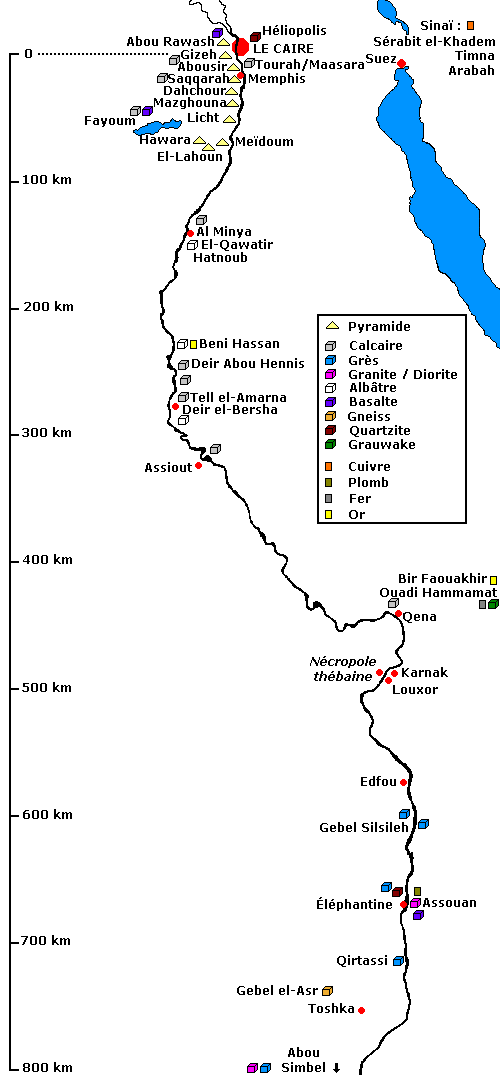
Plan des carrières de pierre et des mines dans l'Égypte antique

Les carrières de pierres dans l'Égypte antique ont fourni les matériaux nécessaires aux différentes constructions :
- le calcaire utilisé pour la taille de pierres est sur le plateau de Gizeh ; on en trouve également dans le Fayoum, à Al-Minya, à Amarna et à Assiout ;
- le calcaire blanc pour les parements extérieurs provient de Tourah et d'el-Maasara ;
- le granite est extrait à Assouan.

De plus petites quantités de basalte, issu du Fayoum et d'Assouan, et de grauwacke, provenant des carrières du Ouadi Hammamat, ont également été utilisées. On trouve aussi de l'albâtre à Beni Hassan et à Hatnoub, du quartzite à Héliopolis et du gneiss dans le Gebel el-Asr à l'ouest du lac Nasser.

## Carrières le long du Nil, du nord au sud

### Carrières de calcaire de Gizeh
Les carrières de Gizeh se trouvent seulement à quelques centaines de mètres au sud de la pyramide de Khéops. Les pierres utilisées pour la pyramide sont d'une couleur gris-jaune. Cette proximité a permis d'utiliser des blocs de pierre très importants dans les basses couches de la pyramide (1 à 2,5 m de long, 1 à 1,5 m de haut, d'un poids de 6,5 à 10 tonnes).

### Carrières de Tourah et d'el-Maasara
Les carrières de Tourah et d'el-Maasara sont situées au sud du Caire, sur la rive orientale du Nil, à environ treize à dix-sept kilomètres de Gizeh. Le calcaire de ces carrières, qui appartient à la formation de Mokattam, est d'une très grande qualité - blanc, très fin, pas très poreux et un peu plus dur que la pierre calcaire de Gizeh. Il peut facilement être coupé, mais lors de son exposition à l'air, il durcit après un certain temps. Avec le temps, les pierres sont devenues légèrement jaunâtres.
À l'époque de la construction des pyramides, elles ont été extraites de couches en profondeur. L'ensemble de la zone où se trouvent les carrières est presque entièrement stratifié horizontalement, les pierres sont donc relativement faciles à extraire. Les couches de pierres font 0,8 à 1,5 m d'épaisseur et sont séparées par de petites couches argileuses.

### Carrières d'albâtre d'Hatnoub
Les carrières d'albâtre d'Hatnoub se trouvent dans le désert Arabique, à environ 65km d'Al-Minya, au sud-est d'Amarna. La poterie, les inscriptions hiéroglyphiques et les graffitis hiératiques du site montrent qu'il était utilisé par intermittence au moins dès le règne de Khéops jusqu'à la période romaine (v. 2589 av. J.-C. – 300 apr. J.-C.). Le campement de la carrière de Hatnoub, associé à trois carrières principales, comme celles associées aux mines d'or dans le Ouadi Hammamat et ailleurs, est caractérisé par des brise-vent en pierre sèche, des routes, des chaussées, des cairns et des alignements de pierres.

### Carrières de Rohannou
Les carrières de Rohannou sont situées dans la vallée du Ouadi Hammamat qui conduisait de la forteresse de Coptos en Haute-Égypte aux ports de la mer Rouge. Leur granit a été exploité dès la Ve dynastie.

### Carrières de grès du Gebel Silsileh

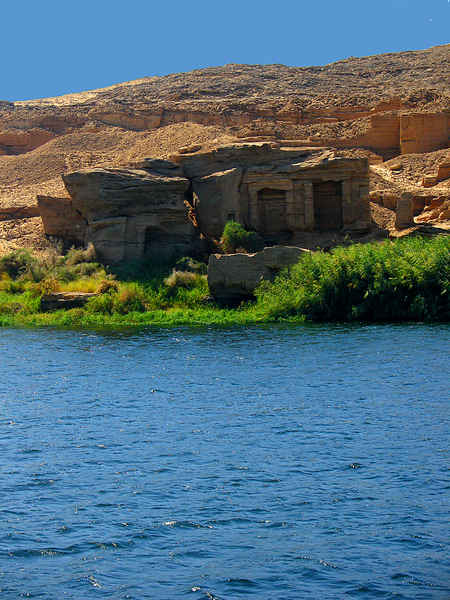
Temples de Ramsès II et de Mérenptah creusés directement dans les rochers du site d'exploitation de Gebel Silsileh, près d'Assouan.

Le « grès nubien » extrait des carrières de Gebel Silsileh a été utilisé dans des constructions des temples de Karnak.

### Carrières de granite d'Assouan
Les carrières de granite sont situées à quelques kilomètres au sud et au sud-est de la ville d'Assouan, sur le côté droit du Nil et couvrent une superficie d'environ 20 km2. Plusieurs carrières fournissaient le précieux granite rose destiné aux obélisques, mais aussi les blocs de pierre destinés aux pyramides, aux statues et aux colosses royaux. Le granite pour les pyramides venaient probablement de la partie nord.
Ce type de pierre a toujours des petites fissures et peuvent se rompre facilement. Les anciens Égyptiens n'utilisaient que des pierres en parfait état ; ils ont ainsi abandonné la taille d'un obélisque, non détaché du massif rocheux.

## Mines de turquoise du Sinaï
La péninsule du Sinaï est exploitée très tôt dans l'histoire de l'Égypte antique pour les richesses qu'elle contient et qui n'avaient pas échappé aux explorateurs de Pharaon. Les mines de cuivre et de turquoise représentaient deux sources de matières précieuses pour l'artisanat et l'industrie du pays.
On a retrouvé les traces d'expéditions minières dans le Sinaï remontant à la Dynastie égyptienne zéro et c'est notamment pendant tout l'Ancien Empire que l'exploitation devient systématique. À chaque règne de grandes expéditions sont organisées afin d'aller chercher ces matières premières et laissent de grandes inscriptions commémoratives qui sont précieuses pour les historiens car elles attestent souvent l'existence de certains souverains de l'Égypte peu connus ou viennent confirmer des sources connues par ailleurs notamment sur les reliefs des temples du pays.
Après une période trouble qui suivit la chute de l'Ancien Empire les pharaons des XIe et XIIe dynasties reprennent l'exploitation des mines du Sinaï et en ouvrent de nouvelles. Un temple dédiée à Hathor, Dame de la turquoise, est fondé au cœur de la montagne sur le site de Sarabit al-Khadim et ne cessera d'être embelli par la suite au cours du Nouvel Empire. Là encore orné de grandes stèles commémoratives de précieux renseignements ont pu être collectés par les égyptologues concernant l'histoire de cette période.
Parmi les grands sites miniers de la péninsule on citera :
- Le Ouadi Maghara, site exploité depuis l'Ancien Empire jusqu'au Nouvel Empire ;
- Sarabit al-Khadim, siège du temple d'Hathor fondé au Moyen Empire et site exploité jusqu'à la fin du Nouvel Empire ;
- Timnah, site minier exploité depuis la XIXe dynastie jusqu'à l'époque romaine, siège d'un temple d'Hathor.

Ces lieux sont bien souvent le point de départ vers d'autres sites miniers des environs. Les expéditions y séjournaient de manière saisonnière en évitant les périodes les plus arides, étant de toutes les façons limités par l'approvisionnement en vivres. Pour l'exploitation de ces sites les égyptiens employèrent beaucoup de main d'œuvre locale parmi les tribus qui peuplaient alors la péninsule sinaïtique depuis la préhistoire.